# Língua awara
Awara é  uma das línguas Finisterra (ref. Aos Montes Finisterre) da Papua-Nova Guiné, sendo falada por 1900 pessoas em Morobe, Apresenta similaridade léxica de 60–70%  com a língua wantoat.

## Escrita
A língua usa o alfabeto latino com 21 letras (Aa, Ää, Bb, Dd, Ee, Ff, Gg, Hh, Ii, Jj, Kk, Ll, Mm, Nn, Oo, Pp, Ss, Tt, Uu, Ww, Xx, Yy, Zz), 3 ditongos (Gw gw, Kw kw, Ng ng) e 1 tritongo (Ngw ngw).